# چوچ
چوچ، روستایی در دهستان دهنو بخش قلعه قاضی شهرستان بندرعباس در استان هرمزگان ایران است.

## جمعیت
بر پایه سرشماری عمومی نفوس و مسکن در سال ۱۳۹۵، جمعیت این روستا برابر با ۱۸۸ نفر (۵۳ خانوار) بوده‌است.